# Skowrończyk krótkopalcowy

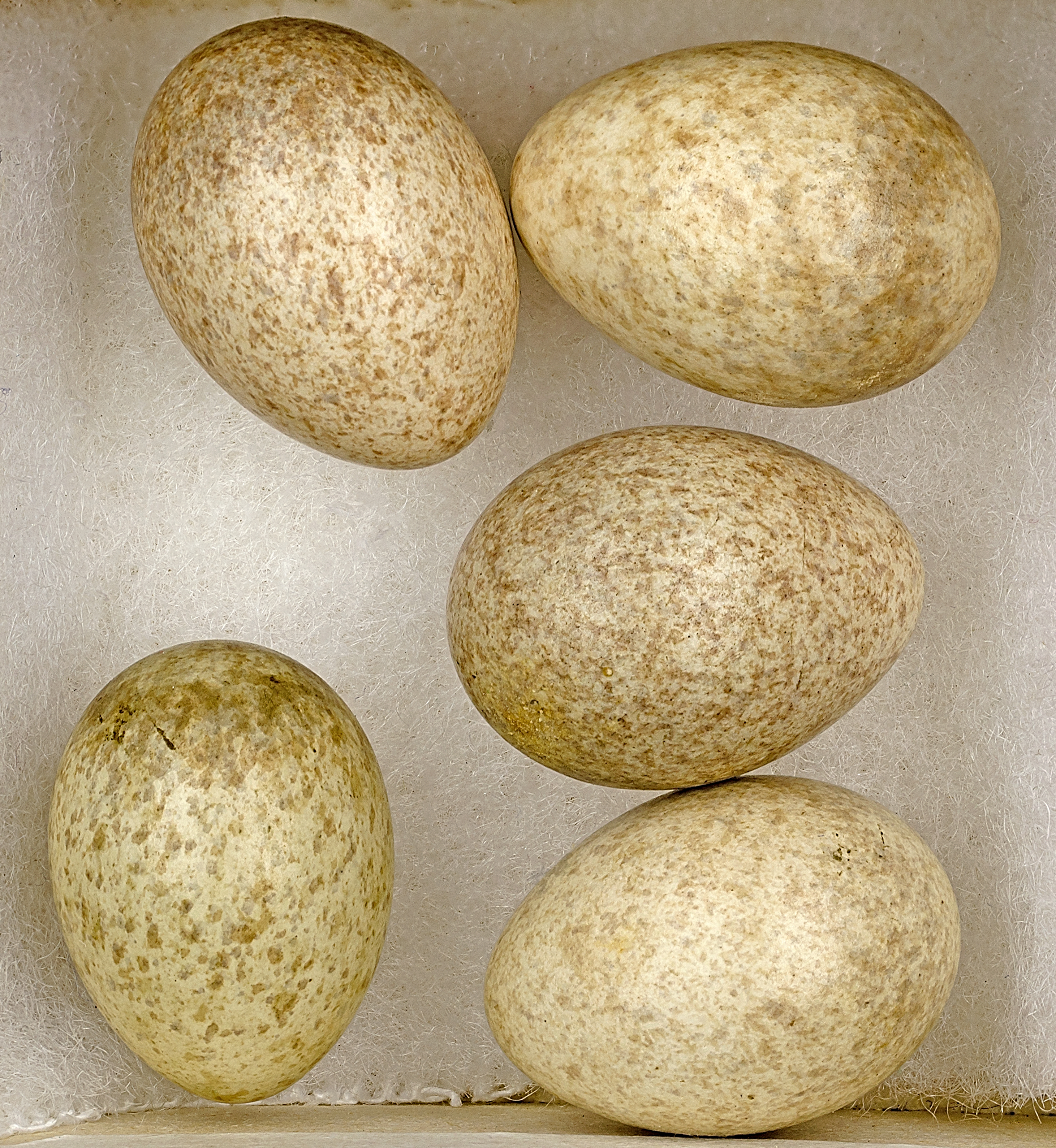
Jaja z kolekcji muzealnej

Skowrończyk krótkopalcowy (Calandrella brachydactyla) – gatunek małego ptaka z rodziny skowronków (Alaudidae). Występuje od południowej Europy po środkową Azję oraz na północnym i północno-zachodnim wybrzeżu Afryki. Zimuje w Afryce, środkowej Azji oraz od Półwyspu Arabskiego po północno-zachodnie Indie. Do Polski zalatuje sporadycznie. Do 2021 roku stwierdzony 20 razy (obserwowano 21 osobników).

## Podgatunki i występowanie
Międzynarodowy Komitet Ornitologiczny (IOC) wyróżnia 8 podgatunków C. brachydactyla:
- C. brachydactyla brachydactyla – południowa Europa i śródziemnomorskie wyspy, prawdopodobnie północno-zachodnia Afryka.
- C. brachydactyla hungarica – Węgry i północna Serbia.
- C. brachydactyla rubiginosa – północna Afryka.
- C. brachydactyla hermonensis – południowa Turcja i Syria do północno-wschodniego Egiptu.
- C. brachydactyla woltersi – południowa Turcja i północno-zachodnia Syria.
- C. brachydactyla artemisiana – środkowa Turcja i Kaukaz Południowy do północno-zachodniego Iranu.
- C. brachydactyla longipennis – Ukraina i południowa Rosja do południowo-środkowej Syberii i południowej Mongolii.
- C. brachydactyla orientalis – środkowa Syberia, północna Mongolia i północne Chiny.

Podgatunek C. brachydactyla orientalis bywa synonimizowany z C. brachydactyla longipennis, gdyż różnice między nimi są nieznaczne. Takson C. brachydactyla dukhunensis, uznawany dawniej za podgatunek skowrończyka krótkopalcowego, został wyodrębniony w osobny gatunek o nazwie skowrończyk smugowany (Calandrella dukhunensis).

## Wygląd
Mały, o niepozornym ubarwieniu. Krępa sylwetka z dużą głową. Jasnobrązowy, z kreskowanym wierzchem i białym spodem. Spód ogona czarny, z białymi obrzeżeniami. U niektórych występuje mała, czarna kreska z boku piersi. Czarny pasek oczny. Ptaki w Hiszpanii i północnej Afryce mają rdzawe ciemię. Żółty, mocny dziób i czarny pasek na pokrywach skrzydłowych, są charakterystyczne dla tego gatunku. W locie z wierzchu możemy zaobserwować również dwa inne, tym razem żółte paski na pokrywach naskrzydłowych.

### Głos
Suche "drit, będące bardziej skoczne, niż u skowronka, podobne do oknówki i "trlip", brzmiące jak świergotek polny. Wydaje również podobne do skowrończyka małego "drrr-t-t". Wydaje dwie wersje piosenki. Krótki, świergotliwy głos i zwrotki trwające 1-2s. Początek jest chaotyczny, później przyspiesza  i kończy się klekoczącym albo trelującym końcem. Zwrotki trwają 5-30 s. Może również wplątywać naśladownictwa. Piosenka podobna do skowronka i skowrończyka małego, ale jeśli ten drugi nie wplecie naśladownictwa lub niespójność, łatwiej rozpoznać gatunek.

### Wymiary
Długość:
- ciała 14–16 cm[7]
- ogona 5–6 cm[8]

Rozpiętość skrzydeł 25–30 cm
waga 20–26 g

## Ekologia

### Biotop
Suche tereny otwarte, pola uprawne, jałowe równiny oraz stepy.

### Sposób gniazdowania
Pojedynczo lub w koloniach, liczących kilka ptaków. Monogamiczny.

### Gniazdo
W niewielkim zagłębieniu, znajdującym się w ziemi, zasłonięte roślinnością. Wyścielone jest liśćmi, łodygami, korzonkami traw i innych roślin, piórami i materiałem roślinnym. Buduje je tylko samica.

### Lęgi

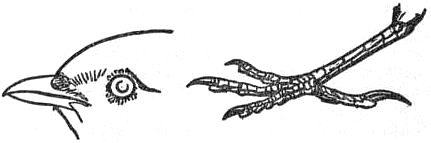
Głowa i nogi.

Wyprowadza dwa lęgi w ciągu roku. 

### Jaja
Znosi od 3 do 5 jaj w okresie od kwietnia, aż do lipca. Wyjątkowo również 6 jaj. Mają one eliptyczny kształt. Ich zabarwienie jest żółtawe z plamkami.

### Wysiadywanie, opieka i wylot z gniazda
Inkubacja trwa około 13 dni, prowadzi ją tylko samica. Pisklęta po wykluciu karmione są bezkręgowcami przez oboje rodziców. Młode bardzo szybko opuszczają gniazdo, po 9 lub 10 dniach od wyklucia, ale lotne są dopiero w 12 albo 13 dniu życia. Po tym okresie nadal są pod opieką.

### Pożywienie
Owady, bezkręgowce, nasiona zbóż, chwastów, owoce, zielone części roślin. Wygrzebuje je z gleby.

## Status i ochrona
IUCN uznaje skowrończyka krótkopalcowego za gatunek najmniejszej troski (LC – Least Concern). W 2015 roku organizacja BirdLife International szacowała liczebność populacji europejskiej wraz z całą Turcją i krajami Kaukazu Południowego na 4 730 000 – 9 050 000 par lęgowych. Globalny trend liczebności nie jest znany.
Na terenie Polski gatunek ten jest objęty ścisłą ochroną gatunkową.

## Przypisy

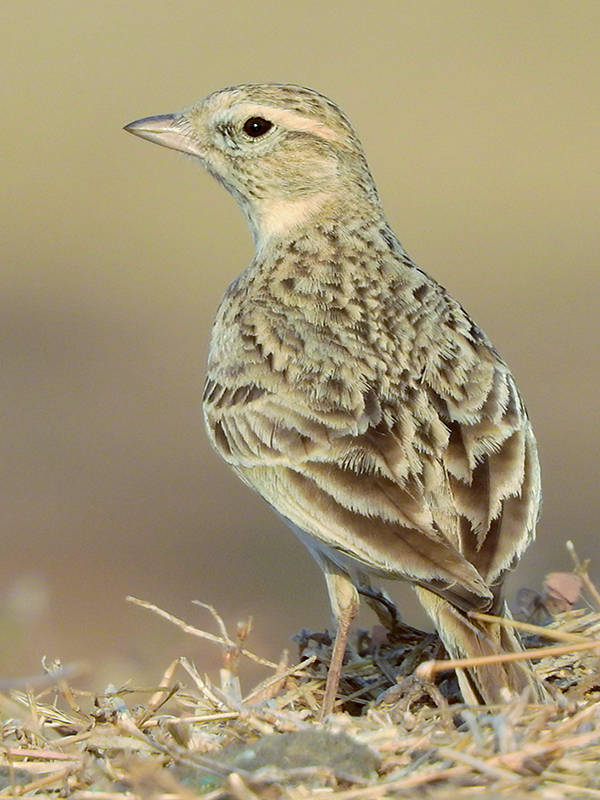
Niepozorne, brązowe ubarwienie, wtapia go w teren.